# 加油日本！全國行動委員會
加油日本!全国行动委员会（日语：／ Ganbare Nippon! Zenkoku Kōdō Iinkai），簡稱加油日本（／ Ganbare Nippon），是日本一個右翼團體，由前日本航空自衞隊航空幕僚長田母神俊雄和電影導演水島總領導，積極舉辦有關愛國主義和反共主義的活動，支持內蒙古獨立運動和爲在日維吾爾族提供支援，但反對日本加入跨太平洋戰略經濟夥伴關係協議。組織的口號採用1859年4月7日吉田松陰寫給友人北山安世的信中提出的「草莽崛起」，意指「不依靠政府，積極行动」，同時在多個都道府縣都設有支部。加油日本近年多次參與前往釣魚臺列嶼進行的漁業活動和慰靈祭，引起爭議。

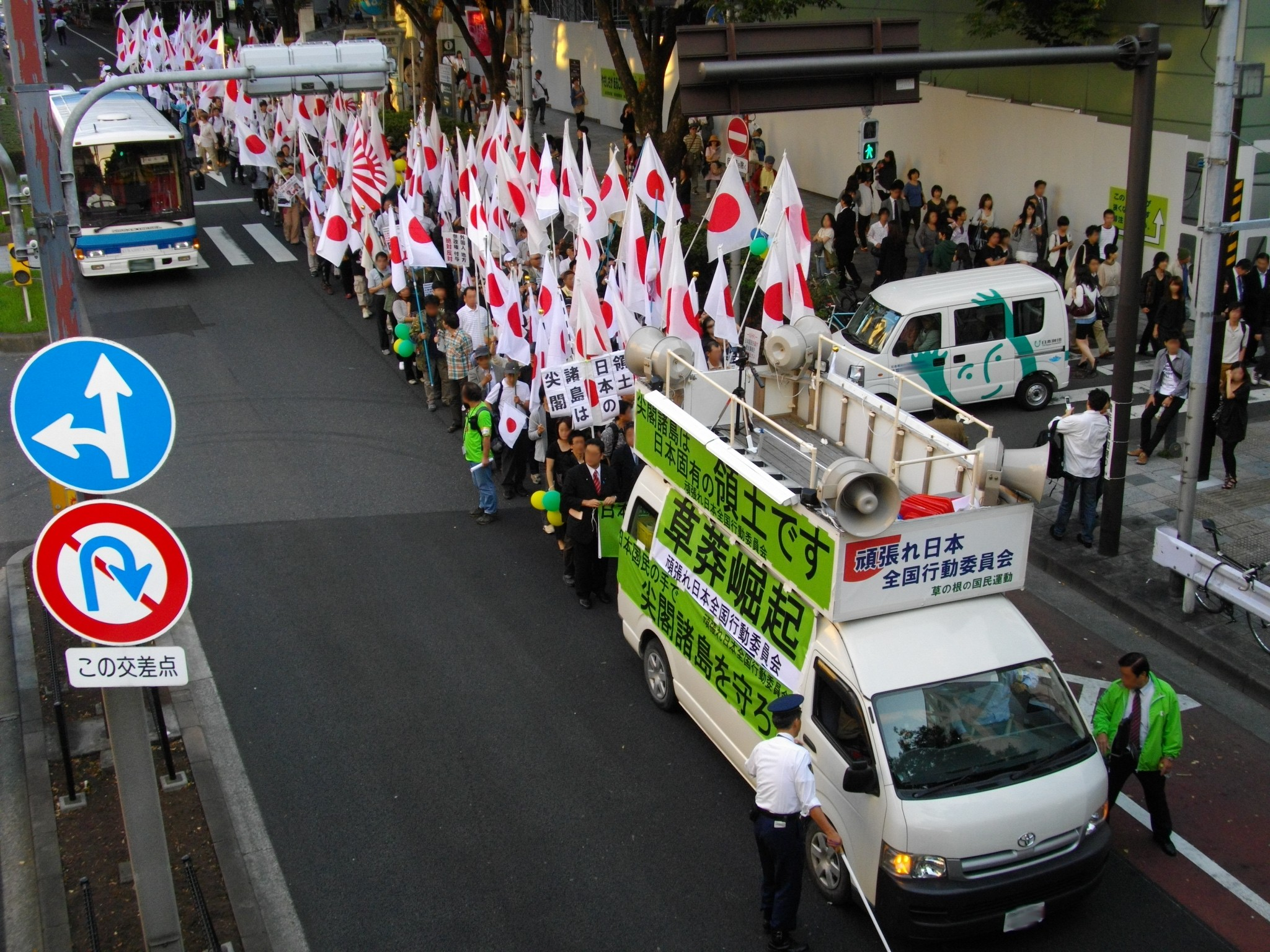
2010年，加油日本在澀谷的遊行

加油日本與日本新左派團體「加油日本！國民協議會」（「がんばろう、日本!」国民協議会）沒有關係。
加油日本在東日本大地震後透過售賣經安全檢驗的福島縣製產品支持東北地方災後重建，並於2013年2月15日的報告中表明已將籌得款項6574萬日圓用於災後重建。

## 幹部人員
- 幹事長：水島總（電影導演，Channel櫻社長）
- 事務局長：植松和子（神奈川縣函南町議會議員）
- 文化會議議長：井尻千男（日语：井尻千男）（拓殖大學榮譽教授）
- 常任幹事：上田典彦、大峡昇、永山英樹、新垣敬輝、菱倉義成、松浦威明、三輪和雄、渡邊康

### 支部・友誼團體一覧
| 地域           | 名稱                                        | 主要人物                                                                                          |
| -------------- | ------------------------------------------- | ------------------------------------------------------------------------------------------------- |
| 北海道         | 頑張れ日本!全国行動委員会・北海道本部       | 田下昌明・川田ただひさ・中村憲由樹・砂澤陣・佐藤宏光                                              |
| 茨城県         | 頑張れ日本!全国行動委員会・茨城県本部       | 鈴木亮寛・木本信男・斎藤雅之・鈴木光徳                                                            |
| 栃木県         | 頑張れ日本! 全国行動委員会・栃木県本部      | 稻寿・増渕賢一・須田政男                                                                          |
| 群馬県         | 頑張れ日本!全国行動委員会・群馬県支部       | 伊藤純子・寺林祥雅・工藤憲一・長浜浩明・松本得斉                                                  |
| 埼玉県         | 頑張れ日本!全国行動委員会・埼玉県本部       | 永山英樹・荻野光男・宮内貞守                                                                      |
| 東京都荒川区   | 頑張れ日本!全国行動委員会 東京・荒川支部    | 浅川喜文・小坂英二・潮匡人・田口賀都子                                                            |
| 新潟県         | 頑張れ日本!全国行動委員会新潟県本部         | 田中茂樹                                                                                          |
| 福井県         | 頑張れ日本!全国行動委員会・福井県支部       | 椿原泰夫・伊藤洋一・方橋助次郎・堀田達也 佐々木賢治・藤井孝・三木健一・島崎宗勝・風谷憲泰         |
| 山梨県         | 頑張れ日本!全国行動委員会山梨県本部         | 赤池誠章                                                                                          |
| 岐阜県多治見市 | 頑張れ日本!全国行動委員会・岐阜県多治見支部 | 小笠原秀春                                                                                        |
| 愛知県         | 頑張れ日本!全国行動委員会・愛知県本部       | 塚本三郎・榊原周治・林玲子                                                                        |
| 三重県四日市市 | 頑張れ日本!全国行動委員会・三重県四日市支部 | 坂本宏一                                                                                          |
| 京都府         | 頑張れ日本!全国行動委員会 京都府本部        | 秋田公司・片山誠治・椿原泰夫・桑瀬勝朗・能勢雅之 西山傑・久保田重男・谷田川惣・冨高景子・重富和幸 |
| 兵庫県姫路市   | 頑張れ日本!全国行動委員会・姫路支部         | 前川英昭                                                                                          |
| 奈良県         | 頑張れ日本!全国行動委員会奈良               | 大久保博一・佐藤一彦・大坪宏通                                                                    |
| 岡山県         | 頑張れ日本!全国行動委員会岡山               | 和気健・石井雅之・西川晃男・齊藤忠文                                                              |
| 香川県         | 頑張れ日本!全国行動委員会・香川県本部       | 亀山巧・藤澤猛                                                                                    |
| 秋田県         | 頑張れ日本!秋田応援団                       | 小松信一                                                                                          |
| 山形県         | 頑張れ日本!全国行動委員会、山形庄内支部     | 佐藤昭夫                                                                                          |
| 福島県         | 頑張れ日本! 福島応援団                      | 鈴木啓弘                                                                                          |
| 島根県         | 頑張れ日本! 島根応援団                      | 竹内重臣                                                                                          |
| 福岡県         | 頑張れ日本! 福岡・小郡応援団                | 仏坂博泰                                                                                          |

## 立場
- 反對TPP
- 反對外國人參政權
- 對NHK、富士電視台報導持懷疑態度。
- 對於政治立場的批評

## 主要行動

### 市內遊行
- 2010年8月15日，加油日本組織了前往靖國神社「感謝英靈」的活動[7]。

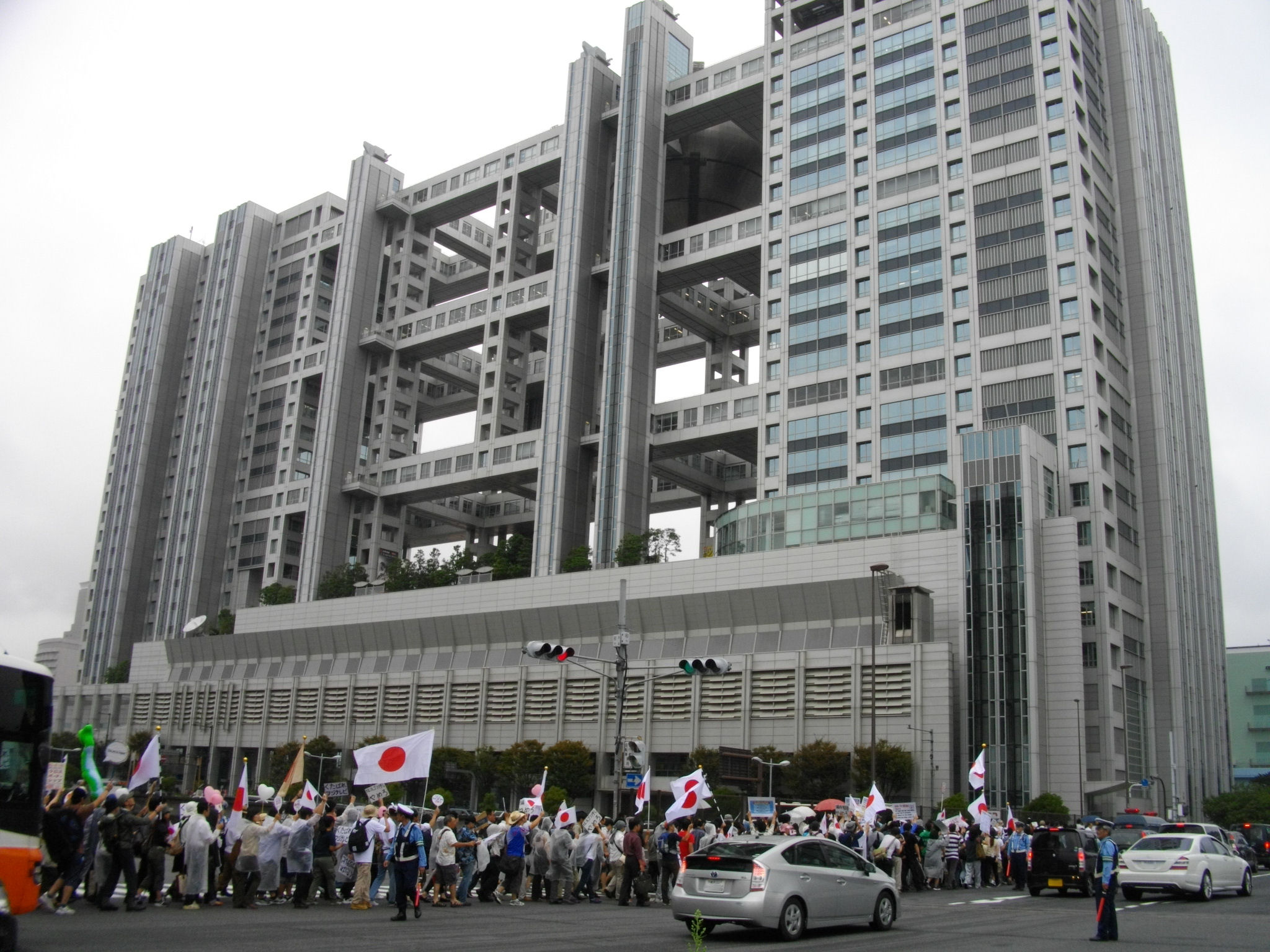
加油日本發動遊行抗議富士電視台

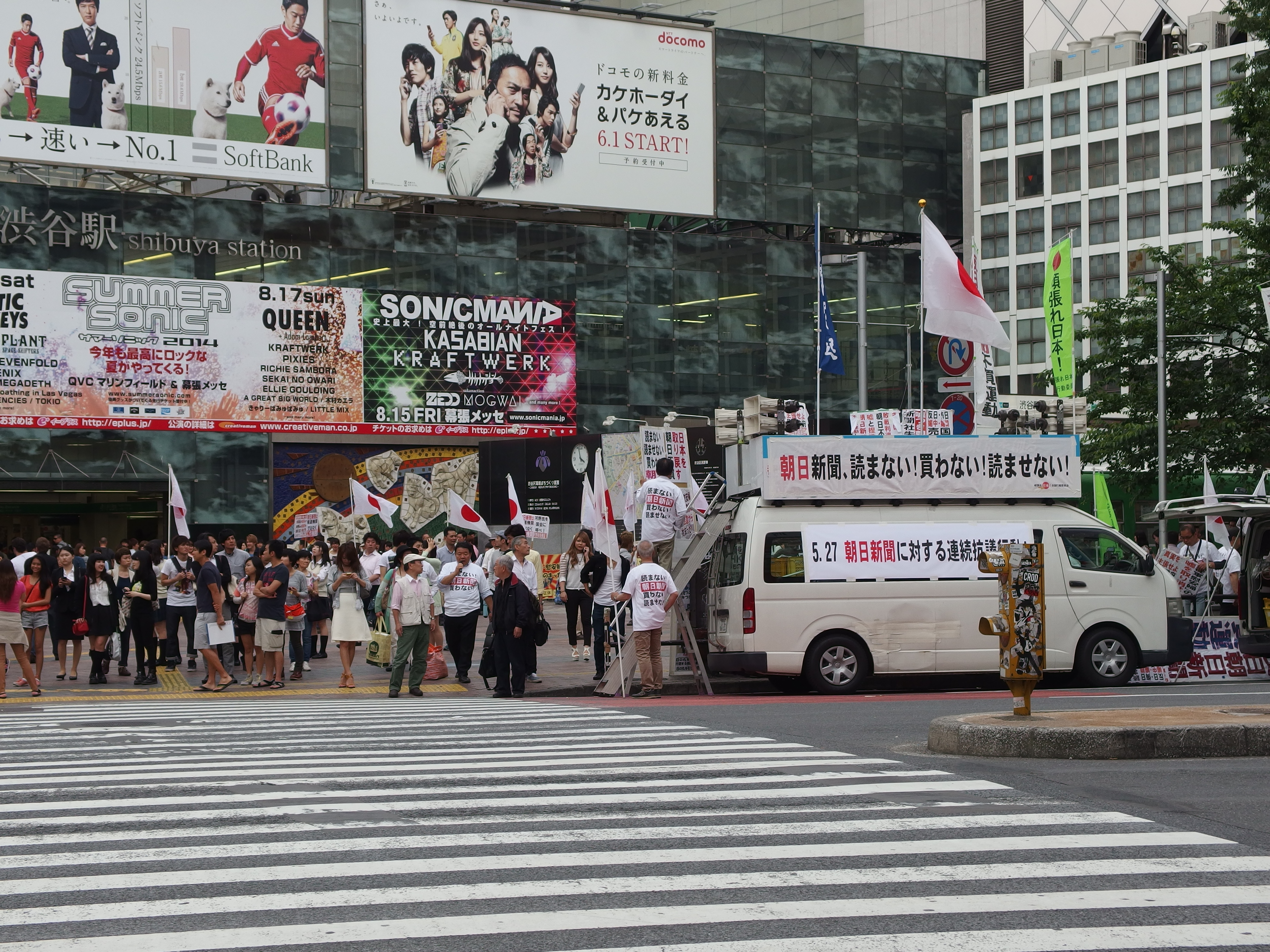
加油日本發動遊行抗議朝日新聞

- 2010年9月18[8]、19日[9]和10月8日，加油日本在台場組織了「譴責賣國富士電視台」的遊行[10]。2011年8月21日，加油日本組織群眾赴富士電視台總部抗議。
- 在2010年9月7日，日本海上保安廳巡視船在釣魚臺海域与中国渔船发生碰撞後，加油日本組織了一系列声称保衛“尖閣諸島”的反中遊行，以作為對事件後中國反日示威的回應。

| 日期           | 城市                        | 活動內容 | 遊行人数      | 備註                                                                                               |
| -------------- | --------------------------- | -------- | ------------- | -------------------------------------------------------------------------------------------------- |
| 2010年10月2日  | 東京都澀谷區                |          | 約2,700人     | |
| 2010年10月2日  | 愛知縣名古屋市              |          | 約400人       | |
| 2010年10月16日 | 東京都港區                  |          | 約6,000人[11] | |
| 2010年10月23日 | 香川縣高松市                |          | 約300人       | |
| 2010年10月31日 | 愛知縣名古屋市              |          | 約650人       | |
| 2010年11月6日  | 東京都千代田区 東京都中央区 |          | 約4,500人     | 與蒙古自由聯盟黨、日本維吾爾協會、日本李登輝之友会等各團体共同舉辦「自由及人權亞洲團結集会」。[12] |
| 2010年11月13日 | 神奈川縣横濱市              |          | 約3,500人[13] | 與蒙古自由聯盟黨、日本維吾爾協會、日本李登輝之友会共同舉行。                                       |
| 2010年11月14日 | 神奈川縣横濱市              |          | 約1,600人[14] | |
| 2010年11月20日 | 大阪府大阪市                |          | 約3,300人     | |
| 2010年12月1日  | 東京都千代田區              |          | 約1,700人     | |
| 2010年12月5日  | 兵庫縣神戶市                |          | 約1,000人[15] | |
| 2010年12月18日 | 東京都澀谷区                |          | 約4,000人     | |

### 漁業活動
- 2013年4月22日晚间，80多名组织成員分别乘坐10艘船离开沖繩石垣島，前往尖閣諸島附近海域进行集團漁業活動，但不会登上魚釣島。10艘渔船途中曾遇到中國海監船，但在13艘海上保安厅船只的保护下於翌日上午順利抵达尖閣諸島海域，並在活動完成後離開[16]。

- 2013年5月26日，加油日本成员乘坐4艘渔船前往尖閣諸島海域，期間受十多艘海上保安厅船只的保护[17]。

- 2013年8月18日，為祭拜二戰時期在釣魚島附近海域捐軀的亡靈，加油日本20名成員在幹事長水島總（日语：水島総）的帶領下，分別搭乘5艘船於17日深夜11時從沖繩石垣島出發進行「第16次尖閣諸島集團漁業活動和慰靈祭」，並於18日清晨順利抵達尖閣諸島海域，並表示行動目的是為了發出信息，即「這些島嶼是日本的」。不過當船隻一進入尖閣諸島1浬海域內，即時被海上保安廳巡邏船包圍，禁止他們接近島嶼，並用擴音器要他們離開，令團體的漁業活動和慰靈祭未能成功舉行[18]。

### 其他
- 2012年，加油日本在其網站上發佈了一份羅列了日本放送協會（NHK）醜聞的文件[19]。

## 外部連結
- 官方网站（日語）